# Unstrut-Hainich-Kreis
Unstrut-Hainich-Kreis is een Landkreis in de Duitse deelstaat Thüringen. De Landkreis telt 101.698 inwoners (31 december 2020) op een oppervlakte van 975,48 km². Kreisstadt is Mühlhausen.

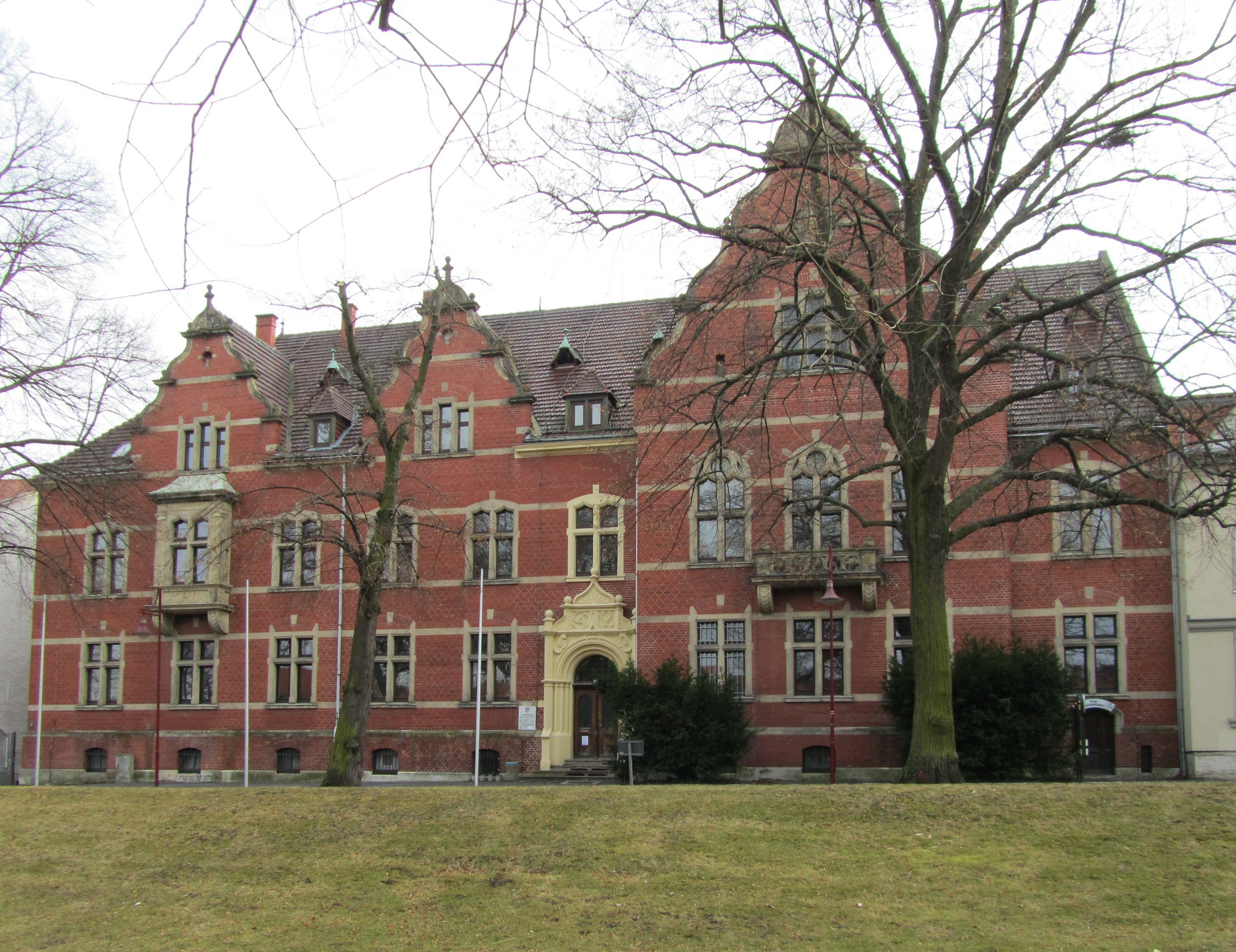
Landratsamt Mühlhausen

## Geschiedenis
De Unstrut-Hainich Kreis ontstond op 1 juli 1994 in het kader van de bestuurlijke herindeling Thüringen van 1994 uit de voormalige (Land)kreis Mühlhausen en het grootste deel van de (Land)kreis Langensalza.

## Steden en gemeenten
De volgende steden en gemeenten liggen in het Landkreis (Inwoners op 31-12-2006):
| Steden ¹ Deelnemende gemeente in een Verwaltungsgemeinschaft 1. Bad Langensalza (18.659) 2. Bad Tennstedt ¹ (2.634) 3. Mühlhausen/Thüringen (37.098) 4. Schlotheim ¹ (4.117) | Gemeenten 1. Anrode (3.513) 2. Dünwald (2.469) 3. Herbsleben, (3.140), vervullenden gemeente, ook voor 1. Großvargula (776) 4. Menteroda (2.399) 5. Südeichsfeld, (landgemeente), vervullende gemeente, ook voor 1. Rodeberg 6. Unstruttal (3.513) 7. Vogtei,(landgemeente), vervullende gemeente, ook voor 1. Kammerforst (890) 2. Oppershausen (357) 8. Weinbergen (3.300) |

Verwaltungsgemeinschaften
| 1. Verwaltungsgemeinschaft Bad Tennstedt 1. Bad Tennstedt, Stad (2.634) 2. Ballhausen (957) 3. Blankenburg (162) 4. Bruchstedt (281) 5. Haussömmern (239) 6. Hornsömmern (158) 7. Kirchheilingen (861) 8. Klettstedt (241) 9. Kutzleben (699) 10. Mittelsömmern (247) 11. Sundhausen (386) 12. Tottleben (164) 13. Urleben (458) | 2. Verwaltungsgemeinschaft Unstrut-Hainich 1. Altengottern (1.116) 2. Flarchheim (482) 3. Großengottern (2.333) 4. Heroldishausen (210) 5. Mülverstedt (718) 6. Schönstedt (1.452) 7. Weberstedt (599) | 3. Verwaltungsgemeinschaft Schlotheim 1. Bothenheilingen (500) 2. Issersheilingen (138) 3. Kleinwelsbach (139) 4. Körner (1.863) 5. Marolterode (354) 6. Neunheilingen (526) 7. Obermehler (1.026) 8. Schlotheim, stad (4.117) |

## Demografie
| Peildatum             | 31.12.2009 | 31.12.2010 | 31.12.2011 | 31.12.2012 | 31.12.2013 | 31.12.2014 | 31.12.2015 | 31.12.2016 | 31.12.2017 | 31.12.2018 |            |
| --------------------- | ---------- | ---------- | ---------- | ---------- | ---------- | ---------- | ---------- | ---------- | ---------- | ---------- | ---------- |
| Inwoners              | 109.606    | 108.758    | 105.683    | 104.947    | 104.245    | 103.922    | 105.273    | 103.948    | 103.504    | 102.912    |            |
| Buitenlanders         | 2.220      | 2.243      | 956        | 1.020      | 1.164      | 1.430      | 3.734      | 3.219      | 3.632      | 3.754      |            |
| Aandeel buitenlanders | 2,0%       | 2,1%       | 0,9%       | 1,0%       | 1,1%       | 1,4%       | 3,5%       | 3,1%       | 3,5%       | 3,6%       |            |
| Peildatum             | 31.12.1998 | 31.12.1999 | 31.12.2000 | 31.12.2001 | 31.12.2002 | 31.12.2003 | 31.12.2004 | 31.12.2005 | 31.12.2006 | 31.12.2007 | 31.12.2008 |
| Inwoners              | 120.816    | 120.643    | 119.504    | 118.446    | 117.324    | 116.069    | 115.100    | 113.962    | 112.620    | 111.643    | 110.581    |
| Buitenlanders         | 2.304      | 2.770      | 2.570      | 2.594      | 2.610      | 2.507      | 2.474      | 2.410      | 2.418      | 2.343      | 2.275      |
| Aandeel buitenlanders | 1,9%       | 2,3%       | 2,2%       | 2,2%       | 2,2%       | 2,2%       | 2,1%       | 2,1%       | 2,1%       | 2,1%       | 2,1%       |

Anrode · Bad Langensalza · Bad Tennstedt · Ballhausen · Blankenburg · Bothenheilingen · Bruchstedt · Dünwald · Großvargula · Haussömmern · Herbsleben · Heroldishausen · Hornsömmern · Issersheilingen · Kammerforst · Kirchheilingen · Kleinwelsbach · Körner · Kutzleben · Marolterode · Menteroda · Mittelsömmern · Mühlhausen/Thüringen · Neunheilingen · Obermehler · Oppershausen · Rodeberg · Schlotheim · Schönstedt · Sundhausen · Tottleben · Unstruttal · Unstrut-Hainich · Urleben · Vogtei